# دمیتری للیوشنکو
دمیتری لیلوشنکو (روسی: Дми́трий Дани́лович Лелюше́нко؛ ۲ نوامبر ۱۹۰۱ – ۲۰ ژوئیهٔ ۱۹۸۷) یک فرد نظامی اهل اتحاد جماهیر شوروی سوسیالیستی بود.
وی همچنین نائل به درجاتی همچون درجه لنین، درجه پرچم سرخ، و قهرمان اتحاد شوروی شده‌است.